# Бакли (Илиноис)
Бакли (енгл. Buckley) град је у америчкој савезној држави Илиноис.

## Демографија
По попису из 2010. године број становника је 600, што је 7 (1,2%) становника више него 2000. године.
| Група             | 2000.       | 2010.       |
| Белци             | 570 (96,1%) | 573 (95,5%) |
| Афроамериканци    | 1 (0,2%)    | 0 (0,0%)    |
| Азијати           | 1 (0,2%)    | 0 (0,0%)    |
| Хиспаноамериканци | 20 (3,4%)   | 19 (3,2%)   |
| Укупно            | 593         | 600         |